# Clozapină
Clozapina este un antipsihotic atipic derivat de dibenzodiazepină, fiind utilizat în tratamentul schizofreniei și al tulburărilor schizoafective asociate cu risc de suicid. Căile de administrare disponibile sunt cea orală și intramusculară.
Principalele efecte adverse asociate tratamentului cu clozapină sunt agranulocitoza, convulsiile, miocardita și constipația.
Molecula a fost sintetizată pentru prima dată în 1956 și a fost disponibilă comercial începând cu anul 1972. Este primul antipsihotic atipic. Se află pe lista medicamentelor esențiale ale Organizației Mondiale a Sănătății. Este disponibil sub formă de medicament generic.

## Utilizări medicale
Clozapina este un antipsihotic, principala sa indicație fiind în tratamentul schizofreniei. Totuși, tratamentul cu clozapină este rezervat pacienților cu boală rezistentă la tratament sau la cei care sunt intoleranți la alte antipsihotice. De obicei, clozapina se prescrie după eșecul a cel puțin două antipsihotice diferite. Mai poate fi utilizată pentru tratamentul psihozelor secundare din boala Parkinson.
Clozapina este de obicei utilizată sub formă de comprimate sau sub forme lichide, dar există și formulări de uz injectabil, intramuscular.  Spre deosebire de alte antipsihotice de uz injectabil, clozapina IM nu este o formă depot și are o durată de acțiune similară cu formulările orale.
La pacienții cu schizofrenie care suferă și de boala Parkinson, clozapina poate fi eficientă în reducerea simptomelor, fără să inducă efecte adverse extrapiramidale (distonii, acatizii, diskinezie tardivă).